# Zoltan Korda
Zoltan Korda, als Zoltán Kellner, (* 3. Juni 1895 in Pusztatúrpásztó, Österreich-Ungarn; † 13. Oktober 1961 in Hollywood, Kalifornien) war ein ungarisch-britischer Filmregisseur.

## Leben
Zoltan Korda wurde 1895 in Ungarn geboren und diente als Kavallerieoffizier in der ungarischen Armee. Später siedelte seine Familie nach England über und Zoltan Korda wurde 1945 britischer Staatsbürger.
Er begann seine filmische Laufbahn als Kameramann und Schnittmeister, bevor er in London in der Produktionsgesellschaft seines älteren Bruders Alexander Korda Regiearbeiten übernahm. Während sich Alexander zu einem loyalen Untertan der britischen Krone entwickelte und bereits 1942 von König George VI. zum Ritter geschlagen wurde, folgte Zoltan liberalen Idealen, weswegen es zu Spannungen zwischen den Brüdern kam.
Als Regisseur feierte Zoltan Korda seine größten Erfolge mit Literaturverfilmungen: 1942 inszenierte er Rudyard Kiplings Dschungelbuch, 1947 Die Affäre Macomber nach Ernest Hemingway (mit Gregory Peck in der Hauptrolle) und 1951 Alan Patons sozialkritisches Drama Denn sie sollen getröstet werden (Auszeichnung als Film des Monats November 1953; Evangelische Filmgilde). 1940 war er als Regieassistent an dem Abenteuerfilm Der Dieb von Bagdad beteiligt.
Zoltan Korda war von 1930 bis zu seinem Tod mit der britischen Schauspielerin Joan Gardner (1914–1999) verheiratet. Seine Söhne waren ebenfalls im Filmgeschäft tätig, David Korda (1937–2024) als Produzent und Nicholas Korda (1945–2018) als Tonschnittmeister, ebenso wie sein älterer Bruder Sir Alexander Korda, ein Filmproduzent, und sein jüngerer Bruder Vincent Korda, ein Filmarchitekt. Sein Neffe ist der Verleger und Schriftsteller Michael Korda.

## Filmografie
- 1918: Károly bakák
- 1920: A Csodagyerek
- 1927: Die elf Teufel
- 1932: Men of Tomorrow
- 1933: Cash
- 1935: Bosambo (Sanders of the River)
- 1936: Forget Me Not
- 1936: Conquest of the Air
- 1937: Revolt in the Desert
- 1937: Der Elefantenjunge (The Elephant Boy)
- 1938: Gefahr am Doro-Paß (The Drum)
- 1939: Vier Federn (The Four Feathers)
- 1942: Das Dschungelbuch (Rudyard Kipling’s Jungle Book)
- 1943: Sahara
- 1945: Counter-Attack
- 1947: Die Affäre Macomber (The Macomber Affair)
- 1948: Qualen der Liebe (A Woman’s Vengeance)
- 1951: Denn sie sollen getröstet werden (Cry, the Beloved Country)
- 1955: Sturm über dem Nil (Storm Over the Nile)